# Ligne de Vieilleville à Bourganeuf
La ligne de Vieilleville à Bourganeuf est une ligne ferroviaire française, entièrement située sur le territoire du département de la Creuse. Elle relie les gares de Vieilleville et de Bourganeuf. 
Elle constitue la ligne 703 000 du réseau ferré national.
C'est une ligne « non exploitée » depuis l'arrêt du trafic fret en 2004.

## Histoire

### Chronologie
- 31 décembre 1875 : déclaration d'utilité publique[1],
- 31 juillet 1879 : autorisation de construction par l'État[2],
- 28 juin 1883 : concession à la Compagnie du chemin de fer de Paris à Orléans[3],
- 5 août 1883 : ouverture à l'exploitation par la compagnie PO[4],
- 6 mars 1939 : fermeture du service des voyageurs[4].

### Origine
Cette ligne déclarée d'utilité publique le 31 décembre 1875 est destinée à relier Bourganeuf, alors sous-préfecture de la Creuse, à la ligne de Montluçon à Saint-Sulpice-Laurière. Elle est construite par l'administration des chemins de fer de l'État qui n'avait pas trouvé de concessionnaire. Une loi du 31 juillet 1879 autorise le ministère des Travaux Publics à entamer les travaux de construction de cette ligne.

### Prolongation avortée
La Compagnie du chemin de fer de Paris à Orléans obtient par une convention signée avec le Ministre des travaux publics le 17 juin 1892 la concession à titre éventuel d'une ligne de « Bourganeuf à Felletin (Bosmoreau à Moutier-Rozeilles) ». Cette convention a été entérinée par une loi le 20 mars 1893. Toutefois cette ligne n'a pas été réalisée, et sa concession est annulée par une convention signée entre le ministre des Travaux publics et la compagnie le 20 février 1913. Cette convention est approuvée par une loi le 7 juillet 1913.

### Ouverture et exploitation
À la fin de sa construction, la ligne est cédée par l'État à la Compagnie du chemin de fer de Paris à Orléans (PO) par une convention signée entre le ministre des Travaux publics et la compagnie le 28 juin 1883. Cette convention est approuvée par une loi le 20 novembre suivant. Le 5 août 1883, elle est inaugurée puis mise en service par la compagnie PO.
La ligne desservait les gares intermédiaires de Bosmoreau-les-Mines, Saint-Dizier-Leyrenne et Bourdaleix-Cornat.
Elle est fermée au service des voyageurs le 6 mars 1939, puis fermée au fret à en 2004.

## Infrastructure

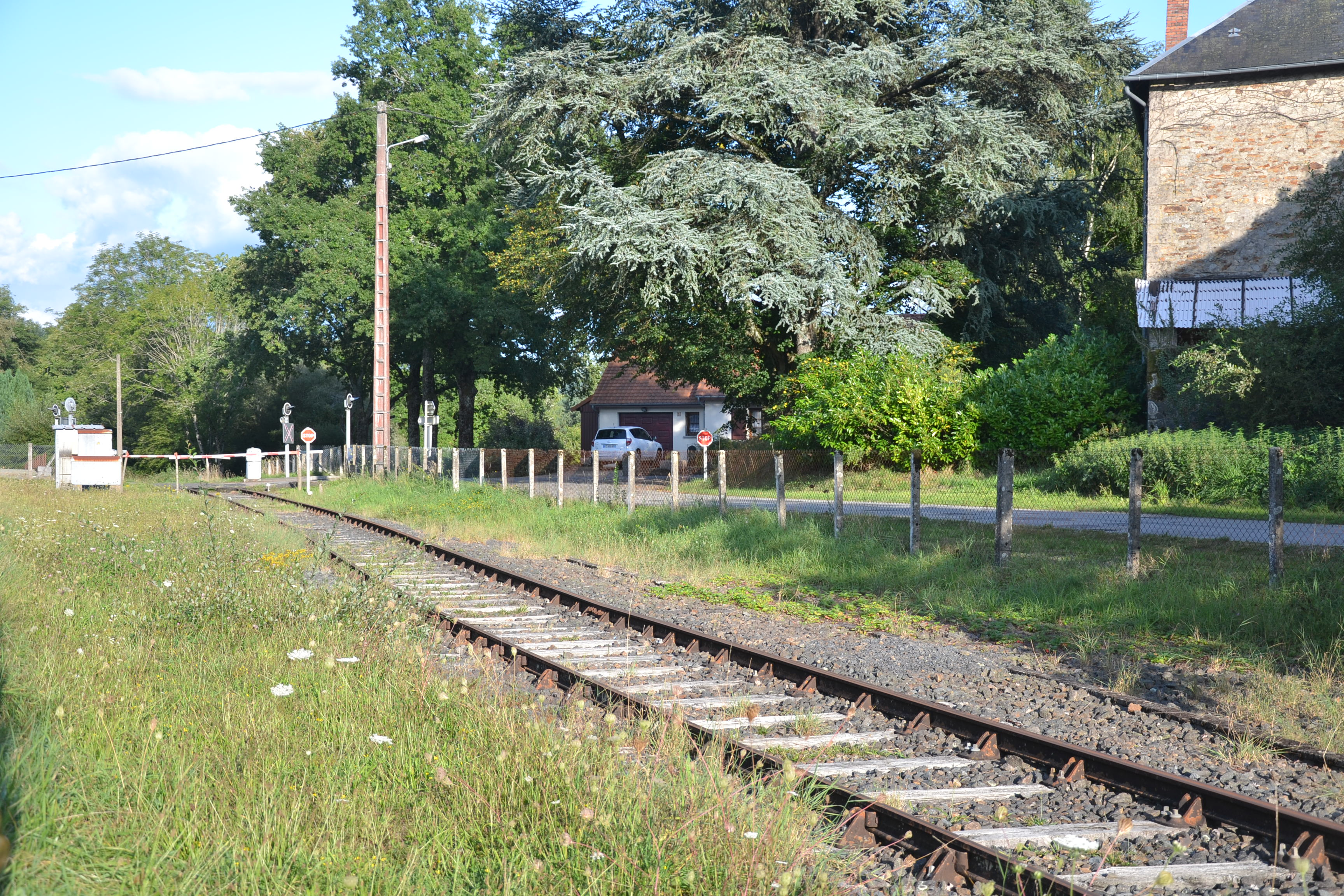
La voie à Bosmoreau-les-Mines.

### Ligne
Établie à voie unique, elle possède un profil très médiocre avec des déclivités de 20 ‰. Cette ligne non exploitée fait toujours partie du réseau ferré national. 

### Gares et arrêts
Outre la gare de bifurcation de Vieilleville la ligne dispose d'une halte et trois gares.

### Ouvrage d'art
Elle dispose d'un pont sur le Taurion situé sur le circuit du vélo-rail.

## Depuis la fermeture

### Circulations touristique: vélorail
Le Vélorail de la mine utilise l'ancienne ligne sur cinq kilomètres en direction de Bourganeuf. Le voyage est un aller retour de dix kilomètres avec pour base de départ et d'arrivée l'ancienne gare de Bosmoreau-les-Mines.

### Emprise butinée par des abeilles
En 2013, Réseau ferré de France (RFF) a signé une convention, avec Jean-Luc Fouriaud (apiculteur), de mise à disposition de l'emprise de la ligne pendant cinq ans afin d'y installer des ruches et donc permettre à ses abeilles de butiner. Il est prévu une protection des riverains en limitant à plus de 300 mètres des habitations l'installation des ruches,.